# Silkwood (film)
Silkwood är en amerikansk dramafilm från 1983 i regi av Mike Nichols och med Meryl Streep i huvudrollen som Karen Silkwood, en visselblåsare på en anläggning som hanterar plutonium. I ledande biroller syns Kurt Russell och Cher.

## Bakgrund
Filmens handling bygger på verkliga händelser gällande kemiteknikern Karen Silkwoods (1946–1974) arbete på en plutoniumanläggning (Kerr-McGee), hennes funktion som visselblåsare rörande säkerhetsrutiner på sin arbetsplats samt de oklara omständigheterna kring hennes död i en bilolycka.

## Rollista i urval
| Meryl Streep    | – Karen Silkwood |
| Kurt Russell    | – Drew Stephens  |
| Cher            | – Dolly Pelliker |
| Craig T. Nelson | – Winston        |